# Opposition (astronomi)
Inom sfärisk astronomi, sägs två himlakroppar ligga i opposition när de befinner sig på motsatta sidor av himlen, sett från en given plats (oftast jorden). I synnerhet är två planeter i opposition till varandra när deras ekliptiska longituder skiljer sig med 180°.
Astronomisk symbol för opposition är ☍ (Unicode #x260d). Handskriven: 
En planet (eller asteroid eller komet) sägs vara "i opposition" när den är i opposition till solen, sedd från jorden. Bästa tidpunkten för observation av en planet är när:
- den är synlig nästan hela natten, stiger upp runt solnedgången, kulminerar runt midnatt och går ned runt soluppgången;
- vid en punkt av sin bana när den ungefär [1] närmast jorden, vilket gör att den verkar större och ljusare.
- halva planeten är synlig från jorden då den lyser med full styrka ("full planet")
- oppositionseffekten ökar det reflekterade ljuset från kroppar med synliga grova ytor.

Oppositionen förekommer endast för yttre planeter.
Månen, som kretsar runt Jorden i stället för solen, är i opposition till solen vid fullmåne. När den är exakt i opposition till Jorden sker en månförmörkelse.

## Övre och undre konjunktion

Skiss över opposition och konjunktion

Sett från en yttre planet är en inre planet i övre konjunktion när den befinner sig vid motsatt sida om solen. En undre konjunktion inträffar när två planeter ligger i en rät linje vid samma sida om solen. Sett från den inre planeten befinner sig då den yttre planeten i opposition.

## Perihelieopposition och aphelieopposition
En yttre planet kommer som närmast jorden vid dess oppositioner. Hur nära den då kommer beror också på vilket avstånd från solen dels den yttre planeten och dels jorden då är. Eftersom planeternas banor inte är helt cirkelformade är dessa avstånd inte konstanta. Om den yttre planeten befinner sig i eller nära sitt perihelium, sin banpunkt närmast solen, vid oppositionen, så kallas denna för en perihelieopposition.  Befinner den sig i stället i eller nära aphelium, längst bort från solen, så talar man om en aphelieopposition.
I praktiken har denna skillnad störst betydelse för marsoppositioner, dels för att Mars bana är ovanligt excentrisk (bland planetbanor), och dels därför att Mars bana ligger såpass nära jordens att avståndet mellan dem vid opposition är rätt liten jämfört med planeternas avstånd från solen. Vid en perihelie- respektive aphelieopposition kan avståndet vara endast 56 miljoner kilometer respektive upp till 101 miljoner kilometer, det vill säga nästan det dubbla. Det betyder att Mars vid en perihelieopposition uppvisar en skenbart nära fyra gånger större yta än vid en aphelieopposition, vilket underlättar observationer från jorden. Det betyder också att rymdfärder från jorden till Mars lättast och snabbast utförs i samband med perihelieoppositioner.